# Boukoumbé (arrondissement)
Boukoumbè est un arrondissement du département du Atacora au Bénin.

## Géographie
Boukoumbè est une division administrative sous la juridiction de la commune de Boukoumbè,.

## Démographie
Selon le recensement de la population effectué par l'Institut National de la Statistique Bénin en 2013, Boukoumbè compte 22 386 habitants pour une population masculine de 11 123 contre 11 263 femmes pour un ménage de 3 913.